# Slaughterhouse Supremacy
Slaughterhouse Supremacy – pierwszy album szwedzkiego thrash metalowego zespołu Terror 2000. Płyta doczekała się dwóch reedycji, w roku 2003 oraz 2005.

## Lista utworów
1. „Intro – Terror in Time” – 00:35
2. „Son of a Gun, Daughter of a Slaughter” – 04:23
3. „Agents of Decadence” – 02:49
4. „Burn Bitch Burn!” – 04:07
5. „Slaughterhouse Supremacy” – 04:30
6. „Firebolt” – 03:50
7. „Crypt of Decay” – 05:19
8. „Terror 2000” – 02:44
9. „Elimination Complete” – 03:43
10. „The Persuaders Theme” – 02:50 (piosenka dodana w reedycji 2003)
11. „Mental Machinery (Live)” – 04:30 (piosenka dodana w reedycji 2003)
12. „The Persuaders Theme” – 02:50 (bonusowa piosenka w japońskim wydaniu)

## Wykonawcy
- Björn „Speed” Strid – wokal, gitara basowa
- Klas Ideberg – gitara
- Niklas Svärd – gitara
- Henry Ranta – perkusja